# Dicheirotrichus mannerheimii
Dicheirotrichus mannerheimii (лат.) — вид жуков из подсемейства харпалин семейства жужелиц.

## Название
Видовое название дано в честь Карла Густава Маннергейма — выдающегося финского энтомолога, сына Карла Эрика Маннергейма.

## Ареал и среда обитания
Обитает в Европе, включая Скандинавию, и Северной Азии (кроме Китая), а также в Северной Америке. В России встречается его понойский подвид.
Явные биотопические предпочтения у вида, по-видимому, не выражены. Может населять как лес, так и тундру или степь.

## Подвиды
Выделяют 3 подвида:
- Dicheirotrichus mannerheimii mannerheimi (Sahlberg, 1844) [syn. Dicheirotrichus mannerheimii mannerheimii (Sahlberg, 1844), orth. var.
- Dicheirotrichus mannerheimii oreophilus (K. Daniel & J. Daniel, 1890)
- Dicheirotrichus mannerheimii ponojensis (Sahlberg, 1875)